# Від семи до дванадцяти
«Від семи до дванадцяти» — радянський дитячий кіноальманах 1965 року. Складається з трьох новел: «Надзвичайна ситуація у п'ятому „Б“», «Чорне кошеня» і «Парасолька». Знятий на кіностудії «Мосфільм» режисерами Хасаном Бакаєвим, Катериною Сташевською-Народицькою і Юрієм Фрідманом.

## «Надзвичайна ситуація у п'ятому „Б“»

### Сюжет
Піонервожата Люся безуспішно намагається боротися зі чварами п'ятикласників, які живуть «як кішка з собакою» в своєму піонерському загоні. На зборах загону вона пропонує хлопцям заспівати пісню про дружбу, але ті не реагують. Засмучена Люся в сльозах вибігає з класу. П'ятикласники негайно влаштовують бійку. Залучена шумом, в клас заходить вчителька Лідія Василівна. Щоб уникнути покарання, п'ятикласники змушені сказати, що вони співають, і заспівати ту саму пісню про дружбу, яку відмовилися співати з Люсею.
Гриша перегукується з однокласницею Танею по сміттєпроводу. Та повідомляє Гриші, що їх недруг Костя Дробілкін назавтра збирається в кіно, і пропонує влаштувати йому засідку по дорозі в кінотеатр, у ротонди в парку. Голова ради загону Владик чує їхню розмову через свій сміттєпровід і розповідає про засідку Кості. Той дякує і починає організовувати своїх друзів для бійки у ротонди. Владик намагається відмовити однокласника, але це ні до чого не призводить. Про підготовлювану бійку Владик розповідає своєму приятелеві — кінолюбителю Петі, який хоче «зняти кінохроніку», сподіваючись, що вийде фільм, який присоромить і перевиховає однокласників.
На ранок Петя ховається в ротонді з кіноапаратом і знімає бійку на плівку. Учасники бійки помічають його і витягують з укриття. Дізнавшись, що їх знімали, забіяки приходять в захват і продовжують бійку навмисно, тільки заради кінозйомки. Спільна справа настільки захоплює колишніх недругів, що вони, самі того не помічаючи, забувають старі чвари і стають друзями.

### У ролях
- Станіслав Лихін —  Петя
- Тетяна Сапожникова —  пионервожата
- В'ячеслав Тирлов —  голова ради загону Владик
- Валентина Соколова, Сергій Осипов, Олександр Сінгін —  піонери 1-го загону
- Григорій Плоткін, Олена Корхіна, Ольга Нікольська, Борис Кузнецов —  піонери 2-го загону

## «Чорне кошеня»

### Сюжет
Знаменитий воротар команди «Блискавка» Бичков, йдучи по місту в супроводі юних фанатів, зустрічає чорне кошеня. Кошеня переходить їм дорогу. Футболіст виявляється забобонний і вважає цю подію поганим знаком. Шанувальники Бичкова женуться за кошеням, але його підбирають і ховають двоє уболівальників команди «Птахоферма» Боря і Алік. Уболівальник команди «Блискавка», підбігши, запитує у хлопців, де кошеня, але вони не відповідають, а коли хлопець тікає, хлопці відпускають кошеня.
Боря і Алік намагаються купити квитки на зустріч «Блискавки» і «Птахоферми», але квитків в касі немає. Друзі вирішують пройти на стадіон без квитка і одночасно помічають, що за ними ув'язалося чорне кошеня. Боря забирає його до себе додому, але, оскільки вихованець розбиває чашку, мама Борі більше не дозволяє тримати його в будинку. Тато Борі, водій таксі, бере його з собою на роботу. У таксі сідає футболіст Бичков, який поспішає на стадіон, але, побачивши чорну кішку біля заднього скла, вискакує з машини, біжить в бік стадіону і спотикається. Тато Борі відвозить кошеня Аліку. Алік і його бабуся грають з кошеням, чим заважають займатися старшому братові Аліка — Шурику, який готується до вступу до вищої школи. Чорний кіт проникає в кімнату Шурика. Той, побачивши його, приходить в жах і вважає, що чорний кіт принесе йому невдачу на вступному іспиті, нервує і кричить. Алік змушений віднести кошеня Борі.
Алік і Боря, не знаючи, що робити з кошеням, вирішують взяти його з собою на стадіон. Натовп вболівальників, яким не вистачило квитка, товпиться біля воріт стадіону. Хлопці, дізнавшись про забобонність адміністратора, випускають чорне кошеня. Адміністратор, побачивши його, в жаху тікає, залишаючи ворота відкритими. Друзі разом з іншими безквитковими потрапляють на стадіон.
«Птахоферма» активно атакує противника. Вболівальники «Блискавки» розгортають плакат «Птахоферму „на печеню“», вболівальники «Птахоферми» у відповідь — полотнище з чорним котом. Забобонному воротареві Бичкову стає не по собі, і він ледь не пропускає м'яч.
Тим часом від Аліка і Борі тікає справжнє чорне кошеня. Йде остання хвилина матчу, рахунок — «суха нічия». Кошеня вибігає на поле і опиняється за воротами Бичкова. Воротар ловить м'яч, здавалося б, остання атака відбита, але почувши нявкання кошеняти, футболіст повертається і, намагаючись прогнати кошеня, забиває м'яч у власні ворота. Команда «Птахоферма» виграє. Вболівальники вшановують кошеня. Засмучений Бичков сідає на вулиці на валізу, і його негайно оточують три чорні кішки.

### У ролях
- Герман Качин —  Бичков
- Олександр Гуров —  Боря
- Михайло Молокоєдов —  Алік
- Зоя Федорова —  бабуся Аліка
- Олег Даль —  Шурик
- Ніна Агапова —  мама Бориса
- Данило Нетребін —  тато Бориса

## «Парасолька»

### Сюжет
Дощ застає Дімку і Толіка далеко від будинку. Хлопці просять парасольку у незнайомих людей і обіцяють його повернути на наступний день. Потім вони виручають Славіка, який дає парасольку Люсі. Дівчинка приходить додому і батьки впізнають свою парасольку. Однак хлопчики зроблять все можливе, щоб виконати свою обіцянку і особисто повернути парасольку його господарям.

### У ролях
- Ігор Агапкін —  Дімка
- Євген Орлов —  Толік
- Юрій Титов —  Славка
- Сергій Шалаєвський —  Андрушко
- Олена Проніна —  Люся
- Людмила Шагалова —  мама
- Валентин Зубков —  тато

## Знімальна група
- Режисери — Юрій Фрідман, Катерина Сташевська, Хасан Бакаєв
- Сценаристи — Розалія Амусіна, Агнія Барто, Юрій Сотник
- Оператори — Євген Васильєв, Віктор Тарусов
- Композитор — Михайло Зів
- Художники — Петро Веременко, Ігор Лягін, Валерій Харитонов